# Kai Bird
Pour les articles homonymes, voir Bird.
Kai Bird (2 septembre 1951 à Eugene, Oregon aux États-Unis) est un historien américain, surtout connu pour ses biographies de personnalités politiques américaines.

## Biographie
Kai Bird naquit en 1951 à Eugene en Oregon aux États-Unis. Son père fut un officier travaillant pour le Service aux Affaires étrangères, Kai passa sa jeunesse à Jérusalem, Beyrouth, Dhahran, Le Caire et Mumbai. Il compléta ses études secondaires en 1969 à la Kodaikanal International School à Tamil Nadu, en Inde du Sud. Il obtint son BA du Carleton College en 1973 et un mastère en journalisme de l'université Northwestern en 1975
En 2005, Martin J. Sherwin et Kai Bird publièrent American Prometheus: The Triumph and Tragedy of J. Robert Oppenheimer, une biographie de Robert Oppenheimer. Pour cet ouvrage, ils reçurent (1) le National Book Critics Circle Award pour une biographie en 2005, (2) le prix Pulitzer de la biographie ou de l'autobiographie en 2006 et (3) le Duff Cooper Prize pour « un essai en histoire, en sciences politiques ou une biographie » en 2008 .
Kai Bird est un contributing editor du magazine The Nation.
Il obtint des bourses de la John Simon Guggenheim Foundation, de la Alicia Patterson Foundation, de la John D. and Catherine T. MacArthur Foundation, de la Thomas J. Watson Foundation, de la German Marshall Fund, du Study Center, Bellagio, Italy de la Fondation Rockefeller et du Woodrow Wilson International Center for Scholars à Washington.
Il est le conjoint de Susan Goldmark (une directrice nationale de la Banque mondiale).

## Publications
- (en) Kai Bird, The Chairman : John J. McCloy, The Making of the American Establishment, Simon & Schuster, avril 1992, 800 p. (ISBN 978-0-671-45415-9)

- (en) Kai Bird, The Color of Truth : McGeorge Bundy & William Bundy, Brothers in Arms, Simon & Schuster, 21 juin 2000, 496 p. (ISBN 978-0-684-85644-5)

- (en) Kai Bird et Lawrence Lifschultz, Hiroshima's Shadow : Writings on the Denial of History and the Smithsonian Controversy, Pamphleteers Press, mai 1998, 534 p. (ISBN 978-0-9630587-3-7)

- (en) Kai Bird et Martin J. Sherwin, American Prometheus: The Triumph and Tragedy of J. Robert Oppenheimer, Vintage Books, 11 avril 2006 (1re éd. 2005), 784 p. (ISBN 978-0-375-72626-2). 
Autre version : (en) Kai Bird et Martin J. Sherwin, American Prometheus : The Triumph and Tragedy of J. Robert Oppenheimer, Knopf, 2005, 736 p. (ISBN 978-0-375-41202-8, OCLC 56753298) Pour cet ouvrage, les auteurs ont reçu (1) le National Book Critics Circle Award pour une biographie en 2005 , (2) le prix Pulitzer de la biographie ou de l'autobiographie en 2006  et (3) le Duff Cooper Prize pour « un essai en histoire, en sciences politiques ou une biographie » en 2008 .

- (en) Kai Bird, Crossing Mandelbaum Gate : Coming of Age Between the Arabs and Israelis, 1956-1978, Scribner, 20 avril 2010, 448 p. (ISBN 978-1-4165-4440-1 et 1-4165-4440-2)